# أحمد كانو
أحمد كانو واسمه أحمد مبارك المحيجري ويُعرف أيضًا باسم أحمد مبارك كانو (23 فبراير 1985 - ) لاعب كرة قدم عماني. بدأ مشواره في كرة القدم ، وأصبح دوليا في عام 2003، يمتلك خبرة كبيرة حيث تنقل بين العديد من الأندية الخليجية، حيث لعب في (4) أندية سعودية وناديين قطريين وناد كويتي وناد إماراتي وناديين عمانيين ويلعب حاليا في نادي السويق العُماني، ويمتلك خبرة دولية كبيرة حيث شارك مع المنتخب العماني في (7) كؤوس خليج وفي كأسين آسيويين، وشارك في (3) تصفيات مؤهلة إلى كأس العالم، ولكنه لم يصل إلى كأس العالم ويبقى أفضل إنجاز له الوصول إلى الدور الرابع من التصفيات، وشارك في (4) من التصفيات المؤهلة إلى كأس آسيا.

## الأندية التي احترف فيها
لعب مع نادي العروبة العُماني ثم انتقل إلى نادي الوحدة السعودي ليلعب معه لمدة أربعة شهور فقط، ثم انتقل إلى نادي العين الإماراتي ولعب معه لمدة نصف موسم. وفي سنة (2005) انتقل إلى نادي الريان القطري ولعب في نادي الريان لمدة موسمين انتقل بعدها إلى نادي قطري آخر وهو نادي السيلية. ولعب معه لمدة موسمين ثم انتقل إلى نادي الاهلي السعودي ليلعب معه لمدة موسم واحد، ثم انتقل من الأهلي إلى نادي الفتح السعودي واستقر في الفتح موسم واحد لعب خلاله (21) مباراة.
ثم لعب بعدها مع نادي النصر الكويتي لموسم واحد ثم انتقل بعدها إلى نادي الإتفاق السعودي لعب خلاله (23) مباراة، ليعود إلى الدوري العماني من بوابة فنجاء، وقال انه عاد إلى الدوري العماني من أجل البقاء في المنتخب ولعب مع فنجاء لمدة موسم وعاد إلى ناديه الأول العروبة في موسم (2014).
- استطاع (كانو) تسجيل (24) هدف طوال مسيرته مع الأندية وكان أخر هدف سجله هدفه مع العروبة.

| النادي  | عدد الأهداف |
| ------- | ----------- |
| العروبة | 9           |
| الوحدة  | 0           |
| العين   | 0           |
| الريان  | 1           |
| السيلية | 6           |
| الأهلي  | 0           |
| الفتح   | 7           |
| النصر   | 4           |
| الاتفاق | 3           |
| فنجاء   | 1           |
| المجموع | 24          |

## إنتقالاته
منذ بداية احترافه الخارجي تنقل بين ثمانية أندية خليجية كان آخرها الاتفاق قبل أن يعود إلى الدوري العماني الموسم الماضي من بوابة فنجاء وعاد قبل بداية الموسم الحالي إلى العروبة، ناديه الأول ولعب بعدها مع أندية معيذر والمرخية وحالياً مع نادي مسيمير.
| التاريخ       | النوع      | نقل من  | نقل إلى      |
| ------------- | ---------- | ------- | ------------ |
| 8 أغسطس 2014  | إنتقال     | فنجاء   | نادي العروبة |
| 5 سبتمبر 2013 | انتقال     | الإتفاق | فنجاء        |
| 1 يوليو 2013  | إنتهاء عقد | الإتفاق |              |
| 3 يوليو 2012  | انتقال     | النصر   | الإتفاق      |
| 3 سبتمبر 2011 | إنتقال     | الفتح   | النصر        |
| 13 أغسطس 2011 | إنتهاء عقد | الفتح   |              |
| 12 أغسطس 2010 | انتقال     | الأهلي  | الفتح        |
| 6 يونيو 2009  | انتقال     | السيلية | الأهلي       |
| 6 يونيو 2007  | انتقال     | الريان  | السيلية      |
| 1 سبتمبر 2005 | انتقال     | العين   | الريان       |
| 1 يناير 2005  | إنتقال     | الوحدة  | العين        |
| 1 مايو 2004   | انتقال     | العروبة | الوحدة       |

## مشاركاته مع الأندية
بدء مع نادي العروبة في سنة 2000 وشارك معه في الدوري العماني، وكأس السلطان قابوس وفي كأس السوبر العماني في موسمين تمكن خلالهما من تسجيل 7 أهداف ولم يغب فيهما عن منصات التتويج.
وبعد انتقاله إلى الوحدة السعودي لفترة وجيزة، شارك في الدوري السعودي الممتاز.
ثم انتقل إلى العين وشارك في الدوري الإماراتي وحصل مع ناديه على وصافة الدوري، وشارك في كأس رئيس دولة الإمارات وحقق اللقب مع ناديه وشارك في كأس الاتحاد الإماراتي وأحرزه مع ناديه، ولعب في دوري أبطال آسيا في مباراة واحدة، وتمكن من الوصول إلى النهائي مع ناديه بعد أن تخطى شينزين روبي الصيني، ولكنه خسر من الاتحاد السعودي وحصل على الوصافة.
ثم انتقل إلى الريان وشارك في دوري نجوم قطر وحقق مع فريقه المركز الرابع وشارك في كأس أمير قطر وحقق اللقب بعد أن اجتاز فريقه نادي الغرافة بركلات الترجيح، وشارك في كأس الشيخ جاسم ووصل مع فريقه إلى المباراة النهائية، ولكن فريقه سقط أمام السد القطري ونال المركز الثاني.
ثم انتقل إلى ناد قطري آخر، كان السيلية وشارك في الدوري القطري، ورغم أن فريقه أنهى الموسم في المركز الثامن إلا أنه تمكن من تسجيل (4) أهداف، وشارك في كأس أمير قطر ولكن فريقه خرج من دور مبكر، ولعب في كأس الشيخ جاسم، ووصل إلى النهائي للمرة الثانية، ولكنه وللمرة الثانية ولكن فريقه خرج من أمام الغرافة، بعد مباراة مثيرة سجل فيها اللاعب هدف فريقه الأول قبل أن يطرد في الدقيقة (56) ونال المركز الثاني للمرة الثانية بعد المرة الأولى مع الريان.
ثم انتقل إلى الدوري الكويتي من بوابة النصر وشارك معه في (19) مباراة وتمكن من تسجيل (4) أهداف، ولكنه لم يحقق أي لقب معه.
وبعدها عاد إلى الدوري السعودي من جديد ولكن هذه المرة من بوابة الأهلي وشارك في الدوري السعودي، لكنه لم يلعب في الدوري سوى (10) مباريات نال خلالها (6) بطاقات صفراء، وشارك أيضا في كأس ولي العهد ووصل مع فريقه الي النهائي ولكن الأخير خسر من الهلال واكتفى بالوصافة، وشارك أيضا في كأس خادم الحرمين الشريفين ولكن فريقه خرج مبكرا.
وبعد موسم انتقل إلى الفتح وشارك في الدوري السعودي، وكأس ولي العهد ولكن فريقه خرج مبكرا، ولم يحقق أي لقب وشارك في (22) مباراة. ثم انتقل إلى الاتفاق وشارك في الدوري السعودي وانهى الدوري مع فريقه في المركز السادس، وشارك في كأس ولي العهد ولكن فريقه خرج من الدور الأول، وشارك في كأس خادم الحرمين الشريفين للأبطال، ولكن فريقه خرج أيضا من الدور الأول، وشارك في كأس الاتحاد الآسيوي وتمكن من تسجيل هدف في شباك أريما الأندونيسي، ووصل مع فريقه إلى نصف النهائي ولكن فريقه خرج بعد خسارته من الكويت الكويتي، شارك (كانو) مع الاتفاق في جميع المسابقات في (39) مباراة وسجل (3) أهداف.
وفي الموسم الذي يليه عاد إلى الي الدوري العماني بعد غياب (11) عاماً، عن طريق فنجاء وشارك في الدوري العماني وحصل مع فريقه على وصافة الدوري وشارك في كأس السلطان قابوس، ونال فريقه اللقب بعد أن فاز على نادي النهضة وشارك في كأس المحترفين العماني ووصل فريقه إلى نصف النهائي ،وشارك في كأس الاتحاد الآسيوي وخرج فريقه من دور ال16، لم يتمكن (كانو) إلا من تسجيل هدف واحد في جميع المسابقات مع فنجاء.
ويلعب في الموسم الحالى مع العروبة ناديه الذي بدء به وتمكن حتى الآن من تسجيل ثلاثة أهداف، سجل هدفه الثالث في الدوري في شباك النصر ليخطف فريقه صدارة الدوري

## مع المنتخب الوطني
لعب مع المنتخب العماني منذ عام (2003) (111) مباراة سجل خلالها (12) هدف.

### أهدافه مع المنتخب الأول
| التاريخ        | المكان              | الخصم          | النتيجة | النتيجة النهائية | المسابقة                          |
| -------------- | ------------------- | -------------- | ------- | ---------------- | --------------------------------- |
| 31 ديسمبر 2003 | مدينة الكويت الكويت | الإمارات       | 1-0     | 2-0              | كأس الخليج العربي لكرة القدم 2003 |
| 1 ديسمبر 2004  | المنامة البحرين     | لاتفيا         | 1-0     | 2-3              | مباراة ودية                       |
| 20 فبراير 2007 | الدوحة قطر          | قطر            | 1-3     | 1-3              | مباراة ودية                       |
| 28 يونيو 2007  | سنغافورة سنغافورة   | كوريا الشمالية | 1-2     | 2-2              | مباراة ودية                       |
| 7 يونيو 2008   | مسقط عُمان           | اليابان        | 1-0     | 1-1              | تصفيات كأس العالم لكرة القدم 2010 |
| 29 مارس 2011   | السيب عُمان          | تونس           | 1-0     | 1-2              | مباراة ودية                       |
| 29 مارس 2011   | السيب عُمان          | تونس           | 1-2     | 1-2              | مباراة ودية                       |
| 28 يوليو 2011  | يانغون ميانمار      | ميانمار        | 0-2     | 0-2              | تصفيات كأس العالم لكرة القدم 2014 |
| 16 أكتوبر 2012 | مسقط عُمان           | الأردن         | 0-1     | 1-2              | تصفيات كأس العالم لكرة القدم 2014 |
| 14 نوفمبر 2012 | مسقط عُمان           | اليابان        | 1-1     | 2-1              | تصفيات كأس العالم لكرة القدم 2014 |
| 27 مايو 2014   | طشقند أوزبكستان     | أوزبكستان      | 0-1     | 0-1              | مباراة ودية                       |
| 17 نوفمبر 2014 | الرياض السعودية     | العراق         | 1-0     | 1-1              | كأس الخليج العربي لكرة القدم 2014 |

### كأس الخليج العربي
لعب مع المنتخب العماني في كاس الخليج (2003) وسجل هدف في مرمى منتخب الإمارات لكرة القدم، ولعب في كأس الخليج 2004 وحقق منتخبه الوصافة بعد أن خسر بركلات الترجيح من قطر، وفي كأس الخليج 2007 تمكن مع منتخب بلاده من تقديم أداء رائع حيث تصدر منتخبه مجموعته ووصل إلى النهائي ولكن خسر في النهاية من الإمارات، أصحاب الأرض ونال الوصافة وأحرز مع المنتخب العماني كأس الخليج 2009 بعد أن تخطى منتخبه السعودية بركلات الترجيح وشارك في كاس الخليج 2010 ولم يقدم منتخب بلاده المستوى المأمول وخرج من الدور الأول، وفي كأس الخليج 2013 ولكن منتخبه خرج من الدور الأول متذيلا مجموعته وشارك في خليجي 22 التي وصفها قبل انطلاقها بأنها (مونديال مصغر) وشارك في المباراة الأولى أمام الإمارات ولكنه لم يقدم الأداء المنتظر منه وفي المباراة الثانية أمام المنتخب العراقي تمكن من تسجيل هدف التعادل لمنتخب بلاده من ركلة جزاء وفي آخر مباريات الدور الأول أمام الكويت كاد أن يسجل من ضربة حرة ولكن كرته أصطدمت بالقائم، ومرر أكثر من تمريرة حاسمة، وانتهت المباراة بنتيجة تاريخية قوامها (0-5) لعمان، وبهذا الفوز وصل الأخير إلى نصف نهائي خليجي 22، وصرح بعد المباراة في لقاء مع قناة الكأس، أن المنتخب الكويتي لم يستطع مجاراتهم، وفي نصف النهائي شارك أمام قطر، ولكن منتخب بلاده خسر ليفقد الأمل في المنافسة على اللقب، وشارك في مباراة تحديد المركزين الثالث والرابع وتم استبداله في الدقيقة (65) من المباراة، ولكن في النهاية خسر منتخبه المباراة ليحقق المركز الرابع في البطولة.

### كأس آسيا
لعب في تصفيات كأس آسيا 2004 وتمكن من الوصول مع منتخب بلاده إلى كأس آسيا 2004 بعد أن تصدر منتخب بلاده مجموعته في التصفيات التي كانت تضم كوريا الجنوبية وفيتنام ونيبال، ولكن منتخبه خرج من الدور الأول من الكأس، وبعد نجاح منتخب بلاده في التصفيات شارك في كأس آسيا 2007، ولكن منتخبه لم يقدم الأداء المأمول وخرج من الدور الأول من الكأس، وشارك في تصفيات كأس آسيا 2011 ولكن منتخبه لم يوفق في الوصول إلى النهائيات، وتمكن منتخب بلاده من التأهل من تصفيات كأس آسيا 2015 بعد أن تصدر مجموعته التي كانت تضم الأردن وسوريا وسنغافورة وبذلك سيلعب في كأس آسيا 2015.

### تصفيات كأس العاالم
لعب في تصفيات كأس العالم لكرة القدم (25) مباراة وسجل (4) أهداف، حيث لعب في تصفيات كأس العالم لكرة القدم 2006 (4) مباريات، وفي تصفيات كأس العالم 2010 شارك في (6) مباريات ونجح في تسجيل هدف في مرمى اليابان. ولعب في تصفيات كأس العالم 2014 (15) مباراة، وسجل (3) أهداف أولها كان في مرمى ميانمار في الدور الثاني من التصفيات ووصل مع منتخبه الي الدور الرابع وسجل هدفا في مرمى منتخب اليابان من ضربة حرة مباشرة وقاد منتخبه للفوز على منتخب الأردن بتسجيله الهدف الثاني في المباراة، وكاد أن يصل إلى كأس العالم عبر الملحق ولكن منتخبه خسر أمام المنتخب الأردني وودع التصفيات.

### إنجازاته مع المنتخب
- وصيف كأس الخليج 2004
- وصيف كأس الخليج 2007
- بطل كأس الخليج 2009
- بطل كأس الخليج 2017[بحاجة لمصدر]

## الإنجازات مع الأندية
- العروبة

وصيف الدوري العماني (2000)-(2001).
بطل الدوري العُماني (2001)-(2002).
وصيف كأس السلطان قابوس (2000).
بطل كأس السلطان قابوس (2001).
بطل كأس السوبر العماني (2001),(2002).
- العين

وصيف دوري المحترفين الإماراتي (2004)-(2005).
بطل كأس رئيس دولة الإمارات (2005).
بطل كآس الاتحاد الإماراتي (2005).
وصيف دوري أبطال آسيا 2005.
- الريان

بطل كأس أمير قطر (2006).
وصيف كأس الشيخ جاسم (2006).
- السيليلة

وصيف كأس الشيخ جاسم (2007).
- الأهلي

وصيف كأس ولي العهد (2010).
- الإتفاق

وصيف كأس ولي العهد (2012).
- فنجاء

بطل كأس السلطان قابوس (2013).

## روابط خارجية
- أحمد كانو على موقع الاتحاد الدولي (مؤرشف)  (الإنجليزية)
- أحمد كانو على موقع قاعدة بيانات كرة القدم.إي يو (الإنجليزية)
- أحمد كانو على موقع ناشيونال فوتبول تيمز (الإنجليزية)
- أحمد كانو على موقع Soccerway.com (الإنجليزية)
- أحمد كانو على موقع كووورة